# زتا کوهمیز
زتا کوهمیز یک ستاره است که در صورت فلکی کوهمیز قرار دارد.